# Zephyra
Zephyra D.Don è un genere di piante da fiore della famiglia delle Tecophilaeaceae endemico del Cile.

## Tassonomia
Il genere comprende due specie : 
- Zephyra compacta C.Ehrh.
- Zephyra elegans D.Don